# Runzelkäfer

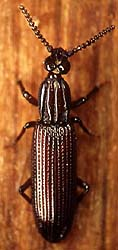
Omoglymmius hamatus

Die Runzelkäfer (Rhysodidae) sind eine Familie aus der Käfer-Unterordnung Adephaga. Die Gruppe ist bis heute hinsichtlich ihrer verwandtschaftlichen Position umstritten, wenngleich ihre Monophylie als ausreichend begründet betrachtet wird. Viele Autoren stellen die Gruppe als Unterfamilie zu den Laufkäfern (Carabidae) und ein anderer Ansatz sieht sie als Tribus Rhysodini als incertae sedis innerhalb der Laufkäfer. Die Familie ist weltweit verbreitet, die Käfer treten jedoch im Allgemeinen sehr selten auf. Sowohl die Larven als auch die adulten Käfer leben im Totholz, in dem sie sich von Schleimpilzen und Pilzen ernähren. Die Imagines nagen anders als früher gedacht keine Gänge, sondern schieben sich mit ihrem stark gepanzerten Körper durch das Substrat, das sie beiseite drücken.

## Merkmale

### Käfer
Die Käfer sind 4,5 bis 9,5 Millimeter lang. Sie sind dunkelrot bis nahezu schwarz gefärbt, wobei die Färbung mit zunehmendem Alter offenbar dunkler wird. Die Facettenaugen sind bei den helleren und offenbar jüngeren Tieren klarer und erkennbar funktional, werden aber durch Pigmente dunkler bei dunklen Tieren. Ihr stark sklerotisierter Körper ist zylinderförmig und hat parallele Seitenränder. Am Kopf, dem Halsschild und teilweise an den Deckflügeln (Elytren) befinden sich Gruben. Die Sinneshärchen der Käfer sind teilweise bis stark zurückgebildet. Der Kopf hat einen stark gelenkförmig (condyliform) verengten Halsbereich. Bei den geflügelten Arten sind die Facettenaugen flach, runder und weniger lang als tief. Bei den Arten mit zurückgebildeten Flügeln sind sie oval, halbmondförmig, ähneln einem Punktauge oder sind in je zwei punktaugenförmige Strukturen getrennt. Auf der dorsalen Kopfseite ist in der Regel eine Grube ausgebildet, die jedoch bei Medisorina fehlt. Außerdem hat der Kopf einen medianen Lobus und zu den Schläfen hin (temporal) Loben unterschiedlicher Größe und Form. Hinzu kommt bei manchen Arten ein parafrontaler Buckel. Die Loben sind durch die postclypealen, antennalen und frontalen Gruben getrennt. Das kleine Labrum ist dreieckig oder abgerundet und trägt ein oder zwei Paar Seten. Die Fühler sind perlschnurartig (moniliform), wobei jedes einzelne Glied mit dem vorherigen durch einen gelenkförmigen Teil verbunden ist. Die Fühler tragen eine komplexe Anordnung an Seten. Die Mandibeln sind nur teilweise sichtbar. Von oben sind die Spitze und die laterale Seite zu erkennen, in der Seitenansicht nur die Seiten. Die ventralen Mundwerkzeuge sind eingestülpt. Die Maxillarpalpen sind mit Ausnahme der Spitze und des distalen Palpomers verdeckt. Das plattenförmige Mentum ist sehr groß und bildet einen großen Teil der ventralen Seite der Kopfkapsel. Es ist ventral vollständig mit dem Submentum verwachsen und mit dieser auch an den Seiten teilweise oder vollständig verwachsen. Im Bereich des Labiums sind gut entwickelte Drüsen ausgebildet.
Der Prothorax ist sehr langgestreckt. Das Pronotum ist schmal und hat keine zurückgebogenen Seitenränder. Es trägt am hinteren Winkel ein oder seltener zwei Seten. Der Prosternalfortsatz ist breit. Die Einbuchtungen für die Hüften (Coxen) der Vorderbeine sind hinten sehr breit geschlossen. Die Schienen (Tibien) der Vorderbeine haben medial einen Haarkamm, der als Putzwerkzeug dient. Seine Lage variiert je nach Art von gegenüber der Basis der Tarsen bis vollständig distal zu dieser Basis. Vor und nach der Basis der Tarsen liegt ein Paar medial gekrümmter apikaler Fortsätze. Der Mesothorax ist ziemlich lang und vorne etwas schmäler. Er hat vorne zum Prothorax hin einen glatten Kragen. Die Deckflügel (Elytren) sind schmal und haben acht oder weniger Rillen. Bei mehr als der Hälfte der Arten sind die Flügel gut entwickelt, die restlichen Arten haben zurückgebildete Flügel. Die Aderung ist jedoch zurückgebildet und die direkten und indirekten Flugmuskeln sind bei den geflügelten Arten zwar ausgebildet, aber schwächer als die der übrigen Arten der Adephaga.
Der Hinterleib hat entweder parallele Seitenränder oder ist seitlich leicht gekrümmt. Es sind sechs sichtbare Sternite erkennbar. Das zweite hat median ein breites Sklerit zwischen den Hüften. Die Naht zwischen dem dritten und vierten Sternit ist kaum erkennbar.

### Larve
Die Larven sind blass und werden nicht länger als 9 Millimeter. Ihr Körper ist madenförmig und großteils unsklerotisiert. Es fehlen auch Urogomphi. Der kurze Kopf ist von der Seite betrachtet keilförmig und hinten stark verbreitert. Punktaugen fehlen. Die kurzen Fühler haben vier Glieder. Sie sind an einer membranösen Erhebung eingelenkt. Am apikalen Teil des dritten Gliedes befindet sich ventrolateral der flache Sinnesbereich. Die Mandibeln sind kurz und kräftig. Die Maxille ist mit dem Labium zu einer funktionalen Einheit verwachsen. Die Galea und Lacinia sind stark modifiziert. Die Maxillarpalpen sind viergliedrig, die Labialpalpen bestehen nur aus einem Glied. Der Thorax ist kurz und hat nur etwa 30 % der Länge des Hinterleibs. Die Beine sind sechsgliedrig und ebenso kurz. Sie tragen eine einzelne Klaue. Der Prothorax ist deutlich länger als die der Meso- und Metathorax und das Pronotum und Prosternum sind stärker sklerotisiert als die restlichen Körpersegmente. Die Tergite des Metathorax und die ersten sechs Hinterleibssegmente haben paarweise angeordnete, schwach sklerotisierte Bereiche und quer verlaufende, medial unterbrochene Reihen mit kurzen Dornen. Bei der Gattung Omoglymmius tragen die Hinterleibssegmente Paare von deutlichen ventrolateralen Tuberkel. Bei der Gattung Clinidium sind diese undeutlich ausgebildet. Das neunte Segment ist von oben betrachtet das letzte Segment, das zehnte kurze, kegelförmige Segment ist nach unten gerichtet.

## Vorkommen
Die Familie ist weltweit verbreitet, hat ihren Verbreitungsschwerpunkt jedoch in den Tropen und dort insbesondere in Inselfaunen. Die meisten Arten kommen in Neuguinea, Indonesien, den Philippinen und dem Norden Südamerikas vor. In Südostasien und Indonesien treten die meisten Gattungen auf. Es sind etwa 350 Arten bekannt, von denen in Europa drei und in Mitteleuropa nur zwei Arten vorkommen. Im Allgemeinen treten die Tiere nur selten auf.

## Lebensweise
Die Käfer besiedeln Wälder mit ausreichend Niederschlag der einerseits das Verrotten von Holz und andererseits das Wachstum von Schleimpilzen der Unterklasse Myxogastria ermöglicht. Sowohl die Larven, als auch die Imagines findet man an Baumstämmen, -stümpfen oder -wurzeln oder unter Rinde von Totholz. In Wurzeln findet man sie seltener, dies jedoch bis in eine Tiefe von drei Metern. Soweit bekannt, ernähren sie sich von diesen Schleimpilzen, aber auch von Pilzen. Häufig leben die Tiere gesellig, mit Ausnahme von den Arten, die in Australien beheimatet sind, wo dieses Verhalten nicht so häufig auftritt. Auch verschiedene Arten können gemeinsam auf demselben Stück Holz angetroffen werden. Nur selten kann man voll geflügelte Käfer an Lichtfallen oder Flugfallen fangen. Dies liegt vermutlich daran, dass die Tiere den Flug nur zum Erreichen von Totholz hoch oben auf Bäumen nutzen und nicht zur Ausbreitung. Arten mit zurückgebildeten Flügeln findet man in Bodenfallen in der Bodenstreu. Imagines können in härterem Holz leben, als die Larven. Sie nagen jedoch keine Gänge ins Holz, sondern schieben sich mit ihrem stark gepanzerten Körper nur durch das Substrat. Dadurch drücken sie die Zellen des Totholzes zusammen, sodass diese sich hinter den Tieren wieder ausdehnen und den Gang verschließen. Die Larven findet man in kurzen Tunnels im Totholz. Sie verschließen die Tunnels hinter sich mit Holzteilen. Larven werden nur unregelmäßig gefunden. Häufig findet man sie gemeinsam mit adulten Tieren. Sie sind nur sehr wenig erforscht.

## Taxonomie und Systematik
Die Runzelkäfer sind ein umstrittenes Taxon innerhalb der Adephaga. Ursprünglich stellte man sie in die Unterordnung Polyphaga und damit in die Nähe von Familien mit ähnlicher Lebensweise. Nach heutiger Ansicht handelt es sich bei der Gruppe entweder um eine eigenständig Familie innerhalb der Adephaga, oder als eine Tribus der Laufkäfer. Beutel (1993) sieht die Familie Rhysodidae als Schwestergruppe der Laufkäfer. Die Monophylie der Gruppe wird durch eine Reihe von Autapomorphien gestützt, zu denen unter anderem die Lebensweise in Holz, der langgestreckte, zylinderförmige Körper der Imagines und der madenförmige, unsklerotisierte Körper der Larven zählt. Die Verwandtschaftsverhältnisse zwischen den Gattungen innerhalb der Gruppe sind bisher noch unklar.

## Arten (Europa)
- Clinidium (Arctoclinidium) canaliculatum (O.G. Costa, 1839)
- Omoglymmius (Omoglymmius) germari (Ganglbauer, 1891)
- Ungleicher Furchenwalzkäfer (Rhysodes sulcatus Fabricius, 1787)

## Belege